# Lathyarcha inornata
Espèce
Synonymes
- Amaurobius inauratus L. Koch, 1872

Lathyarcha inornata est une espèce d'araignées aranéomorphes de la famille des Desidae.

## Distribution
Cette espèce est endémique d'Australie. Elle se rencontre au Queensland et en Nouvelle-Galles du Sud.

## Publication originale
- L. Koch, 1872 : Die Arachniden Australiens. Nuremberg, vol. 1, p. 105-368 (texte intégral).